# Liste der Ehrenbürger von Lorsch
Das Ehrenbürgerrecht ist die höchste Auszeichnung der Stadt Lorsch. Nach § 2 der Satzung über Ehrungen der Stadt Lorsch kann sie das Recht an Personen verleihen, die sich um sie besonders verdient gemacht haben. Über die Verleihung entscheidet die Stadtverordnetenversammlung auf Vorschlag des Magistrats. Der Beschluss bedarf der Mehrheit von zwei Drittel der gesetzlichen Zahl der Mitglieder der Stadtverordnetenversammlung. Wegen unwürdigen Verhaltens kann die Stadtverordnetenversammlung das Ehrenbürgerrecht wieder entziehen. Seit 1844 werden Personen zum Ehrenbürger ernannt.
Hinweis: Die Auflistung erfolgt chronologisch nach Datum der Zuerkennung.

## Die Ehrenbürger und Ehrenringträger der Stadt Lorsch

### Liste der Ehrenbürger
| Ehrenbürger                                                                                          | Verleihung der Ehrenbürgerschaft      | Begründung |
| --- | ------------------------------------- | --- |
| Friedrich Wilhelm Freiherr von Dörnberg (* 5. Juli 1781 in Mansfeld; † 21. Januar 1877 in Darmstadt) | 1844                                  | Dörnberg kam 1807 als Forstmeister nach Lorsch. Er modernisierte den Holzbau nachhaltig und gab der notleidenden Bevölkerung die Erlaubnis, in den von ihm bewirtschafteten Wäldern ihren Bedarf an Nahrungsmitteln und Brennholz zu decken. Bei seiner Versetzung in die Oberforstdirektion Darmstadt wurde ihm zum Dank für die Errungenschaften seiner Arbeit die Ehrenbürgerschaft verliehen. |
| Heinrich Johannes Heinstadt (* 19. August 1872 in Oppershofen; † 8. April 1956)                      | 1946                                  | Heinstadt wirkte von 1904 bis 1942 als Pfarrer an der katholischen Pfarrkirche St. Nazarius. Auf sein Betreiben hin wurden in Lorsch das Krankenhaus und der katholische Kindergarten errichtet. Die Pfarrkirche ließ er um zwei Seitenschiffe erweitern. Wegen seines Eintretens gegen die Nationalsozialisten von der Kanzel aus wurde er in den Jahren 1934 bis 1936 mit einem zweijährigen Bann belegt. |
| Friedrich Behn (* 14. Februar 1883 in Neustrelitz; † 20. August 1970 in Mainz)                       | 1965                                  | Behn diente ab 1922 im Amt des Bodendenkmalpflegers in Südhessen. Unter seiner Ägide wurden bis zum Beginn des Zweiten Weltkriegs zahlreiche Grabungen in Lorsch durchgeführt. Nach Kriegsende folgte er einem Ruf auf den Lehrstuhl für Vor- und Frühgeschichte an der Universität Leipzig. Wegen seiner Verdienste bei den Klosterausgrabungen und seiner engen Verbundenheit mit der Stadt Lorsch wurde Behn mit der Ehrenbürgerschaft ausgezeichnet. |
| Albert Ohlmeyer (* 31. Oktober 1905 in Münster, Westfalen; † 5. Dezember 1998)                       | 1965                                  | Ohlmeyer war von 1949 bis 1977 Abt der Benediktinerabtei Neuburg bei Heidelberg. Daneben übte er auch das Amt des Priors der Südwestprovinz des Ritterordens vom Heiligen Grab aus. Seine Verdienste um die Pflege der Verbindung zwischen Lorsch und Neuburg, des letzten noch bestehenden Tochterklosters der Reichsabtei Lorsch, wurden mit der Verleihung der Ehrenbürgerschaft gewürdigt. |
| Karl Minst (* 26. April 1898 in Triesen, Liechtenstein; † 10. Juni 1984)                             | 1972                                  | Minst war lange Jahre Verwalter des Klosters Lorsch und zeichnete viele Jahre für den Führungsdienst im Kloster verantwortlich. In dieser Zeit befasste er sich mit den Schriften der ehemaligen Fürstabtei Lorsch. 1949 erschien eine erste Monografie zur Geschichte des Klosters. Zwischen 1964 und 1972 übersetzte er das Lorscher Urkundenbuch Codex Laureshamensis aus der lateinischen Ursprache ins Deutsche. |
| Ekkehard Lommel (* 14. Dezember 1913 in Weilburg; † 1. Oktober 2006)                                 | 25. Januar 2001                       | Für seine Verdienste um die Stadt und das Kloster, sowie den Lorscher Codex wurde Lommel zum Ehrenbürger ernannt. Lommel fungierte von 1951 bis 1976 als Landrat des Kreises Bergstraße. In dieser Funktion setzte er sich ganz besonders für das Kulturerbe Königshalle und das ehemalige Kloster Lorsch ein. So verhinderte er die Überbauung des südlichen Klosterareals. Er förderte die Übersetzung des Lorscher Codex, sowie die Herausgabe der Geschichtsblätter des Kreises Bergstraße. |
| Paul Schnitzer (* 5. November 1934 in Lorsch; † 21. September 1995)                                  | postume Verleihung am 25. Januar 2001 | Für sein Wirken um das Archiv der Stadt Lorsch, sowie die Erhaltung der Klosteranlage. Schnitzer war bis zu seiner Pensionierung als Oberstudienrat am Alten Kurfürstlichen Gymnasium in Bensheim tätig. In seiner Freizeit engagierte er sich ehrenamtlich in besonderer Weise um die Sammlungen und das Archiv der Stadt Lorsch. Seine Aufarbeitung der Geschichte des Klosters Lorsch und sein Einsatz zur Erhaltung der Klosteranlage mündeten 1995 in die Errichtung eines Museumszentrums. Er war lange Jahre Vorsitzender Arbeitsgemeinschaft der Geschichts- und Heimatvereine des Kreises Bergstraße und des Heimat- und Kulturvereins. Fünf Jahre nach seinem Tod beschloss die Stadtverordnetenversammlung, Schnitzer in einer Festsitzung postum das Ehrenbürgerrecht zu verleihen. |

### Liste der Ehrenringträger
Die Stadt Lorsch führte 2001 den Ehrenring ein. Dieser wird als Zeichen der gemeinschaftlichen und besonderen Anerkennung der Stadt Lorsch für die Verdienste des Trägers um die Stadt verliehen.
| Ehrenringträger*innen                                                                        | Verleihung des Ehrenrings | Begründung |
| -------------------------------------------------------------------------------------------- | ------------------------- | --- |
| Claude Abraham                                                                               | 3. September 2001         | Als Geste der Versöhnung und als Würdigung seines Lebenswerks erhielt der ehemalige Lorscher Einwohner Claude Abraham den Ehrenring der Stadt Lorsch verliehen. Er konnte noch 1939 vor den Schrecken des NS-Regimes mit seiner Familie nach Frankreich fliehen, wo sie sich in der Nähe von Paris niederließ. Nach dem Einmarsch Deutscher Truppen in Frankreich flohen sie weiter in einen Ort am Rande der Pyrenäen. Aber auch dort waren sie nicht vor der Judenverfolgung sicher. Vater und Mutter wurden ins KZ Auschwitz gebracht und dort ermordet. Claude entkam der Deportation und konnte mit seinem Großvater nach Amerika auswandern. Dort machte der heutige Romanistikprofessor Karriere. Auf Einladung des Olympischen Club Starkenburg und dem Lorscher Sportpublizisten Karl-Heinz Huba verbrachte er einige Tage an der Stätte seiner Kindheit. Karl-Heinz Huba, der Claude Abraham als Kind kannte, war durch dessen Buch „Das Floß“ wieder auf ihn aufmerksam geworden. |
| Peter Wahlig (* 1. März 1929 in Lorsch; † 19. Juli 2014)                                     | Juni 2003                 | Für sein wirken als Leiter der öffentlichen katholischen Bücherei in Lorsch. Peter Wahlig war 55 Jahre lang Leiter der katholischen Bücherei, wofür er den Ehrenring der Stadt Lorsch erhielt. Bereits 1983 war er für sein starkes Engagement mit dem Landesehrenbrief und 1988 mit der goldenen Ehrennadel der Bücherei-Fachstelle der Diözese Mainz durch Kardinal Karl Lehmann ausgezeichnet worden. |
| Hans Ludwig (* 1929 in Heidelberg; † Januar 2016 in Lorsch)                                  | 2007                      | Hans Ludwig wurde für seine langjährigen Verdienste für den Natur- und Vogelschutz in Lorsch und auch auf Landes- und Bundesebene mit dem Ehrenring der Stadt Lorsch ausgezeichnet. Die Laudatio hielt der Vorsitzende des Landesverbandes des NABU, Gerhard Eppler. Hans Ludwig war in vielfältiger Funktion für den Naturschutz tätig: seit 1946 im Vorstand des Lorscher Vogelschutzvereins; seit 1958 als Ortsbeauftragter für Vogelschutz der Stadt Lorsch sowie der Staatlichen Vogelschutzwarte für Hessen, Rheinland-Pfalz und Saarland; seit 1983 Betreuer des Naturschutzgebietes Weschnitz-Insel von Lorsch; seit 2000 Betreuer des Naturschutzgebietes Erlache bei Bensheim; Mitarbeit in der Umweltkommission der Lorsch. |
| Friedel Emig und Friedel Rühl                                                                | 2010                      | Für ihr Wirken bei der Freiwilligen Feuerwehr der Stadt Lorsch. Friedel Emig war 50 Jahre für die Feuerwehr aktiv und bekleidete in dieser Zeit mehrere Ämter, darunter Pressewart und Stadtbrandinspektor. Von 1999 bis 2014 war er Chronist der Feuerwehr und übernahm auch Aufgaben im Kreisfeuerwehrverband. Er erhielt mehrere Auszeichnungen, darunter das Deutsche Feuerwehr-Ehrenkreuz in Gold. Ein ähnliches Engagement für die Lorscher Feuerwehr zeigte auch Friedel Rühl, der zum Zeitpunkt der Verleihung 43 Jahre Mitglied des Vorstandes war. Er war verantwortlich für den Landesfeuerwehrtag 2002, den Feuerwehrfunk, die EDV-Ausstattung und die Reparatur der Elektrik an Fahrzeugen. Daneben war er „Rechner“ (Kassenwart) der Feuerwehr. Auch er wurde mehrfach für seinen Einsatz geehrt, unter anderem mit dem Ehrenbrief des Landes Hessen und dem Goldenen Brandschutzehrenzeichen am Bande. |
| Adelheid Platte                                                                              | 2014                      | Wegen ihres außergewöhnlichen ehrenamtlichen Engagement für die UNESCO-Welterbestätte Kloster Lorsch. Platte betrieb unter anderem Forschungen im Lorscher Arzneibuch und setzte sich für den Kräutergarten nach dem Lorscher Arzneibuch ein. |
| Irmgard Brunnengräber (* 28. Juli 1930 in Lorsch; † 17. März 2024 in Lorsch) und Georg Heger | 2020                      | In Anerkennung der außergewöhnlichen Verdienste zum Wohl der Stadt Lorsch im DRK Lorsch sowie der Lorscher Feuerwehr wurden Irmgard Brunnengräber und Georg Heger im September 2020 mit der höchsten Auszeichnung der Stadt Lorsch, dem Ehrenring, geehrt. Irmgard Brunnengräber war zum Zeitpunkt der Ehrung bereits seit 1954 Mitglied im DRK-Ortsverein. Zunächst war sie von 1960 bis 1968 Schatzmeisterin, danach engagierte sie sich bis 1999 als Gruppenführerin und Bereitschaftsleiterin. 1999 erfolgte die Ernennung zur Ehrenbereitschaftsleiterin. Georg Heger, 1952 in die Lorscher Feuerwehr eingetreten, war unter anderem 1960 der Mitbegründer der Lorscher Jugendfeuerwehr. Auch als Trainer der Mannschaften für die Leistungsentscheide hatte er sich in seiner aktiven Zeit und darüber hinaus verdient gemacht. Führungsfunktionen begleitete er bis hin zum Zugführer. Auch in der Feuerwehrmusik war er lange Jahre als Spielmann mit Herzblut dabei, und hat bei der Errichtung der beiden Feuerwehrhäuser mitgewirkt. Als sein Lebenswerk gilt die Einrichtung des Lorscher Feuerwehrmuseums, das nach dem Deutschen Feuerwehrmuseum in Fulda wohl zweitgrößte seiner Art in Hessen. Seit 2005 habe er mit seinen Mitstreitern das Museum immer weiter entwickelt und auf rund 600 Quadratmetern Fläche eine besondere Sammlung mit vielen tausend Exponaten eingerichtet |

## Quelle
- www.lorsch.de